# Nikołaj Petrow
Nikołaj Kiriłow Petrow, bułg. Николай Кирилов Петров (ur. 29 sierpnia 1959 w Sredecu w obwodzie Burgas) – bułgarski lekarz wojskowy, anestezjolog i nauczyciel akademicki, generał major, profesor, w 2013 i w 2017 minister zdrowia.

## Życiorys
W 1985 ukończył studia medyczne w Wyższym Instytucie Medycznym w Warnie, przekształconym później na Uniwersytet Medyczny w Warnie. Kształcił się później również we Francji, Szwajcarii i USA. Uzyskał magisterium z zakresu zdrowia publicznego i zarządzania służbą zdrowia na Uniwersytecie Medycznym w Sofii, a także kolejne stopnie naukowe, w tym w 2011 doktorat z nauk medycznych. Specjalizował się w zakresie anestezjologii. Na początku lat 90. pracował jako lekarz wojskowy w Burgasie, gdzie kierował oddziałem intensywnej terapii w szpitalu wojskowym. Od 1992 zatrudniony w Wojskowej Akademii Medycznej (WMA) w Sofii, od 2004 na stanowisku kierownika katedry, od 2012 jako profesor anestezjologii i intensywnej terapii. Autor licznych publikacji naukowych, powołany na krajowego konsultanta z zakresu anestezjologii, uzyskał członkostwo w krajowych i międzynarodowych towarzystwach medycznych.
W marcu 2013 objął urząd ministra zdrowia w przejściowym rządzie, którym kierował Marin Rajkow. Sprawował go do maja tego samego roku. Powrócił następnie na WMA, w 2014 został komendantem tej uczelni, otrzymując również nominację generalską. W maju 2017 po raz drugi otrzymał nominację na ministra zdrowia w trzecim gabinecie Bojka Borisowa (z rekomendacji partii GERB). Został odwołany ze stanowiska w listopadzie tego samego roku.